# Eusterinx refractaria
Eusterinx refractaria là một loài tò vò trong họ Ichneumonidae.